# Villa General Belgrano
Villa General Belgrano is een plaats in het Argentijnse bestuurlijke gebied Calamuchita in de provincie Córdoba. De plaats telt 5.888 inwoners.

## Geschiedenis
De plaats werd gesticht in 1930 door twee Duitsers die aangetrokken werden door het agricultureel potentieel. Er kwamen immigranten van Duitsland, Zwitserland, Italië en Oostenrijk. Tijdens de Tweede Wereldoorlog zonk een Duits oorlogsschip voor de Argentijnse kust, 130 overlevenden vestigden zich in Villa General Belgrano. De huizen die gebouwd werden hebben een typische Beierse stijl. Tegenwoordig komen er veel toeristen die op zoek zijn naar Duitse delicatessen zoals Apfelstrudel, leverworst, spätzle en bier. Ook het oktoberfest vindt hier plaatst en is een van de grootste na het Oktoberfest in München en dat van het Braziliaanse Blumenau. 
De Duitstalige krant Argentinisches Tageblatt wordt hier ook goed verkocht en op zondag zijn de kerkdiensten zowel in het Duits als in het Spaans. 
|  |  |  |  |